# Aison (peintre)
Pour les articles homonymes, voir Aison.
Aison (en grec ancien : Αἴσων) est un peintre sur vase attique du Ve siècle av. J.-C. Actif entre 430 et 400, il s'illustre dans la figure rouge. Une soixantaine de vases lui sont attribués. Ses œuvres se retrouvent aujourd'hui dispersées dans plusieurs musées dans le monde entier.

## Découverte
L'historien d'art anglais John Beazley étudie pour la première fois les céramiques se rapprochant du style d'une coupe du musée archéologique de Madrid représentant les exploits de Thésée et comportant la signature « Αἴσων ⁝ ἔγραψεν ». Par comparaison stylistique, il attribue une soixantaine de céramiques à ce peintre. Aujourd'hui, 74 pièces lui sont attribuées.
Aison est un peintre de figures rouges actif sans doute dans le dernier tiers du Ve siècle à Athènes. Son style se caractérise par des figures classiques inspirées du Parthénon, dans un style réaliste et toujours bien distinctes les unes des autres. Ses réalisations sont exportées jusqu'en Italie du sud.

## Quelques œuvres attribuées

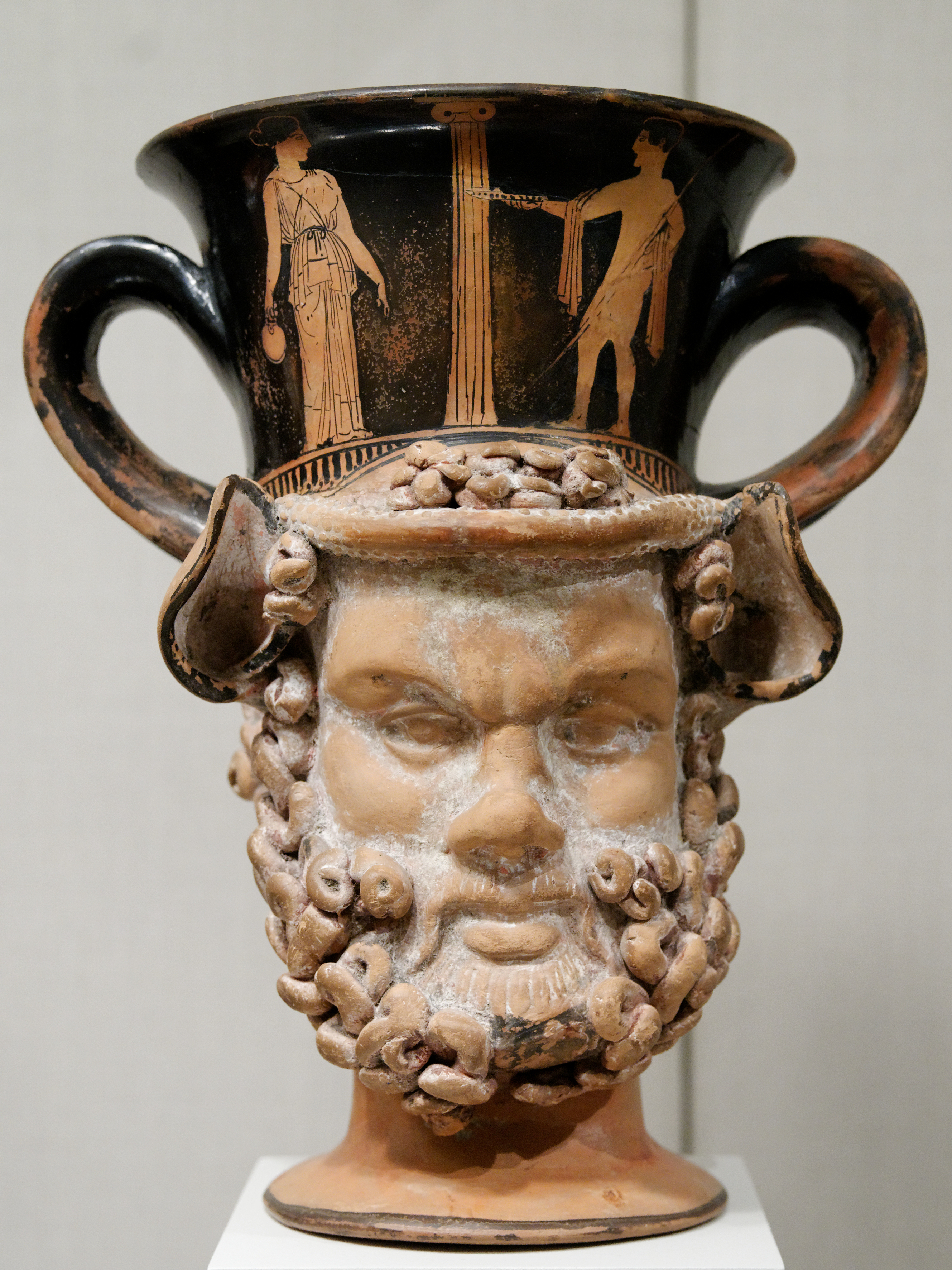
Canthare à figures de femme et de satyre, provenant des fouilles de Spina, Italie, Metropolitan Museum of Art

- Kylix dit « Coupe d'Aison », avec les exploits de Thésée, provenance inconnue, Musée archéologique national de Madrid (Inv. 11365)[1]
- Amphore à col, entre 450 et 425, provenant des fouilles de Nola, Italie, musée Condé (OA 1193), Chantilly[2]
- Lécythe aryballisque à figures rouges, vers 410 av. J.-C., provenance inconnue, musée du Louvre (L 58 = MNB 2109)[3]
- Canthare à figures de femme et de satyre, provenant des fouilles de Spina, Italie, Metropolitan Museum of Art (Inv. 27.122.9), New York[4]
- Œnochoé représentant une jeune femme et un jeune homme, provenant des fouilles de Nola, Italie, British Museum (Cat. Vase E565)[5]
- Œnochoé représentant Artémis, Apollon et Léto, provenance inconnue, Musée de l'Ermitage, Saint-Pétersbourg[6]
- 4 pélikai provenant de fouilles du sud de l'Italie, Musée archéologique national de Naples